# Васильківський район (Київська область)
Василькі́вський райо́н — колишній район України у центрі Київської області. Населення — 57900 осіб (на 1 жовтня 2013), площа — 1184,4 тис. га., з них 16,8 тис. га — займають ліси.
17 липня 2020 року Василькі́вський район ліквідований на підставі Постанови ВР України «Про утворення та ліквідацію районів».

## Географія
Територією району протікає 8 річок. Найбільші з них — Стугна, Бобриця, Протока.

## Історія
За архівними даними Васильківський повіт згадується ще в 1782 році при створенні Київської губернії. Археологічні знахідки свідчать, що вже в IV—III тис. до н. е. на території району були поселення представників трипільської культури. Також відомі численні пам'ятки епохи бронзи (II тис.до н. е.) поблизу населених пунктів Застугна, Погреби, Глеваха, Іванковичі, Лосятин, Мар'янівка. На берегах Стугни залишились скіфські пам'ятки. На території Васильківщини скіфи залишили рештки поселень та загадкові кургани — могили: «Чортиха», «Переп'ятиха», «Три брати» (с. Погреби, с. Мар'янівка, смт. Глеваха).
Поселення (городища) наступних культур часто успадковували місця розташування попередніх. На території району в долині р. Стугни знайдені поселення ранньослов'янських зарубинецької (II ст. н. е.) та черняхівської (IV ст. н. е.) культур. Вони знайдені поблизу Гребінок, Великої Вільшанки. У літописах XI століття згадуються загадкові Змієві вали. Ці вали (насипи висотою 6-8 м і шириною 14-16 м) простяглися через всю Україну на межі лісу і лісостепу як захисні споруди.
Козацькі поселення цього часу на Васильківщині були в с. Рославичі та с. Лосятин. Підтвердженням цьому є городище «Замковище» на р. Рут, нині р. Протока, в с. Лосятині. З покоління передається легенда про те, що саме тут існувало козацьке укріплення. Крім того, в с. Рославичі був мідний церковний дзвін, подарований рославицьким козакам гетьманом М.Потоцьким.
У липні 1921 року Васильків віднесено до категорії селищ міського типу, в 1923 році він став райцентром.
Після закінчення громадянської війни трудівники Васильківщини активно включилися у відбудову народного господарства. Населення краю займалось переважно хліборобством, торгівлею, ремісництвом, значна частина працювала на державному шкір заводі м. Василькова. Широкого розвитку в районі набуває кооперативний рух, розвиваються освіта та культура. Історія цього періоду Васильківщини наповнена і трагічними сторінками: сталінськими репресіями, голодомором 1932—1933 років.
У роки німецько-радянської війни 1941—1945 років значна кількість жителів району брала участь у бойових діях. У листопаді — грудні 1943 року Васильківський район визволено від німецьких військ.
Нині Васильківський район за своїми соціально-економічними показниками, промисловим потенціалом та сільськогосподарським комплексом є одним із найрозвинутіших регіонів області.[джерело?]

## Адміністративний устрій
Адміністративно-територіально район поділяється на 4 селищні ради та 39 сільських рад, які об'єднують 70 населених пунктів і підпорядковані Васильківській районній раді. Адміністративний центр — місто Васильків, яке є містом обласного значення та не входить до складу району.
1992 року з обліку було знято села Петрівське та Черняхівка.

## Економіка
У районі працює 10 промислових підприємств. Основна виробнича діяльність району — сільськогосподарське виробництво.

## Транспорт
Загальна довжина доріг району — близько 1650 км, серед них з твердим покриттям — 1100 км.
Територією району проходить автошлях E95М05.

## Населення
Розподіл населення за віком та статтю (2001):
| Стать | Всього | До 15 років | 15-24 | 25-44 | 45-64  | 65-85 | Понад 85 |
| --- | ------ | ----------- | ----- | ----- | ------ | ----- | -------- |
| Чоловіки | 32 251 | 5503        | 4937  | 9551  | 8569   | 3561  | 130      |
| Жінки | 38 209 | 5391        | 4496  | 9320  | 10 434 | 7753  | 815      |
| \| Статево-вікова піраміда \| Статево-вікова піраміда \| Статево-вікова піраміда \| \| ----------------------- \| ----------------------- \| ----------------------- \| \| Чоловіки \| Вік \| Жінки \| \| 130 \| 85 + \| 815 \| \| 253 \| 80-84 \| 1027 \| \| 704 \| 75-79 \| 2114 \| \| 1204 \| 70-74 \| 2499 \| \| 1400 \| 65-69 \| 2113 \| \| 2522 \| 60-64 \| 3639 \| \| 1479 \| 55-59 \| 1990 \| \| 2199 \| 50-54 \| 2269 \| \| 2369 \| 45-49 \| 2536 \| \| 2636 \| 40-44 \| 2611 \| \| 2457 \| 35-39 \| 2365 \| \| 2093 \| 30-34 \| 2138 \| \| 2365 \| 25-29 \| 2206 \| \| 2307 \| 20-24 \| 2152 \| \| 2630 \| 15-20 \| 2344 \| \| 2403 \| 10-14 \| 2350 \| \| 1784 \| 5-9 \| 1715 \| \| 1316 \| 0-4 \| 1326 \| |        |             |       |       |        |       |          |
| Статево-вікова піраміда |        |             |       |       |        |       |          |
| Чоловіки | Вік    | Жінки       |       |       |        |       |          |
| 130 | 85 +   | 815         |       |       |        |       |          |
| 253 | 80-84  | 1027        |       |       |        |       |          |
| 704 | 75-79  | 2114        |       |       |        |       |          |
| 1204 | 70-74  | 2499        |       |       |        |       |          |
| 1400 | 65-69  | 2113        |       |       |        |       |          |
| 2522 | 60-64  | 3639        |       |       |        |       |          |
| 1479 | 55-59  | 1990        |       |       |        |       |          |
| 2199 | 50-54  | 2269        |       |       |        |       |          |
| 2369 | 45-49  | 2536        |       |       |        |       |          |
| 2636 | 40-44  | 2611        |       |       |        |       |          |
| 2457 | 35-39  | 2365        |       |       |        |       |          |
| 2093 | 30-34  | 2138        |       |       |        |       |          |
| 2365 | 25-29  | 2206        |       |       |        |       |          |
| 2307 | 20-24  | 2152        |       |       |        |       |          |
| 2630 | 15-20  | 2344        |       |       |        |       |          |
| 2403 | 10-14  | 2350        |       |       |        |       |          |
| 1784 | 5-9    | 1715        |       |       |        |       |          |
| 1316 | 0-4    | 1326        |       |       |        |       |          |

## Екскурсійні об'єкти
- Бюст Івана Семеновича Козловського (с. Мар'янівка)
- Залишки скіфських курганів (с. Крушинка с. Мархалівка)
- Змієві вали (с. Велика Бугаївка)
- Залишки скіфських курганів (с. Іванковичі)
- Залишки Змієвих валів
- Квітковий годинник «Годинник вічності» (с. Ковалівка)
- Курган «Переп'ятиха» (с. Мар'янівка та навколо села)
- Музей-садиба меморіальний І. С. Козловського(с. Мар'янівка)
- «Омелькова гора» Пам'ятка природи ботанічна (c. Велика Солтанівка)
- Пам'ятник Петру Могилі (с. Ковалівка)
- Погруддя Героя Соціалістичної Праці — Диптан Ольги Климівни (с. Кодаки)
- Погруддя Виштак Степаниди Демидівни (с. Лосятин)
- Свято-Покровська церква (смт. Гребінки) 1999 р.
- Стугнянсько-Ірпінська ділянка оборонної лінії (між селами Хлепча і Плесецьким)
- Церква Онуфріївська 1705 р. (с. Липовий Скиток)
- Церква Покрови Богородиці 2004 р.(с. Мар'янівка)
- Церква Пресвятої Трійці (с. Вінницькі Стави)
- Церква Різдва Пресвятої Богородиці (с. Ковалівка)
- Миколаївська церква (дер.) (с. Мала Солтанівка)
- Церква Різдва Богородиці (дер.) (с. Тростинка)
- Михайлівська церква (с. Кожухівка)
- «Васильківські Карпати», заказник ландшафтний (Великобугаївська, Гвоздівська, Крушинська, Рославичівська сільські ради)
- Невідомщина, заказник ландшафтний (Великосалтанівська сільська рада)
- «Ковалівський яр», заказник ландшафтний (Крушинська сільська рада)
- «Дзвінківський», заказник лісовий (Дзвінківська сільська рада)

## Політика
25 травня 2014 року відбулися Президентські вибори України. У межах Васильківського району були створені 64 виборчі дільниці. Явка на виборах складала — 70,90 % (проголосували 39 491 із 55 699 виборців). Найбільшу кількість голосів отримав Петро Порошенко — 67,91 % (26 820 виборців); Юлія Тимошенко — 11,86 % (4 685 виборців), Олег Ляшко — 8,33 % (3 290 виборців), Анатолій Гриценко — 4,36 % (1 723 виборців). Решта кандидатів набрали меншу кількість голосів. Кількість недійсних або зіпсованих бюлетенів — 0,72 %.